# NQ Весов
NQ Весов (лат. NQ Librae) — одиночная переменная звезда в созвездии Весов на расстоянии (вычисленном из значения параллакса) приблизительно 23964 световых лет (около 7348 парсеков) от Солнца. Видимая звёздная величина звезды — от +19,1m до +18,6m.

## Характеристики
NQ Весов — пульсирующая переменная звезда типа RR Лиры (RRAB).